# Звонкий глоттальный щелевой согласный
Зво́нкий глотта́льный щелево́й согла́сный (также звонкий глоттальный спирант) — один из фрикативных согласных звуков, встречающийся в основном в языках Африки и Южной Азии. В Европе представлен в чешском, словацком, русинском, украинском, нидерландском, французском и кабардино-черкесском языках. На сайте PHOIBLE Online перечислены 109 языков мира из имеющихся в базе 2186 языков, в фонемный инвентарь которых входит звонкий глоттальный спирант ɦ.
Символ в Международном фонетическом алфавите (МФА), который представляет этот звук — ɦ, а эквивалентный символ X-SAMPA — h\.

## Характеристика
Звонкий глоттальный щелевой согласный выделяется следующими характеристиками:
- по способу образования: фрикативный — образуется при прохождении воздушной струи через сужение в речевом тракте;
- по месту образования: глоттальный — образуется смыканием голосовых связок;
- по типу фонации: звонкий — образуется при сведении, напряжении и колебании голосовых связок, активно участвующих в артикуляции;
- по положению мягкого нёба: ртовый — образуется при поднятом мягком нёбе, закрывающем проход воздуха в полость носа;
- по относительной силе шумовых составляющих[англ.]: шумный — образуется при преобладании шумовых составляющих над тоном;
- по способу формирования воздушного потока: пульмонический — образуется на вдохе или выдохе, совершаемом лёгкими.

## Примеры
| Язык            | Язык                      | Слово      | МФА                 | Значение  | Примечание |
| --------------- | ------------------------- | ---------- | ------------------- | --------- | --- |
| африкаанс       | литературный              | hoekom     | [ɦu.kɔm]            | «почему»  | см. статью Фонология африкаанс |
| азербайджанский | литературный              | möhkəm     | [mœːɦcæm]           | «твёрдый» | |
| баскский        | северо-восточные диалекты | hemen      | [ɦemen]             | «здесь»   | иногда замещается парным глухим [x] |
| зулусский       | зулусский                 | ihhashi    | [iːˈɦaːʃi]          | «лошадь»  | |
| китайский       | у                         | 閒話/he hu | [ɦɛɦʊ]              | «язык»    | |
| русинский       | лемковский                | гырмiти    | [ɦɯ̽rˈmʲit̪ɪ]         | «греметь» | в начале слова перед [w], [m], [b], [d̪], [d̪ʲ] выступает как факультативный вариант фонемы /в/: власний [ɦw]асний «собственный»; cм. статью Фонетика и фонология лемковского литературного языка |
| русинский       | пряшевско-русинский       | слуга      | [s̪l̪uˈɦa]            | «слуга»   | cм. статью Фонетика и фонология пряшевско-русинского литературного языка |
| словацкий       | словацкий                 | hora       | МФА: [ˈɦɔ̝rä]о файле | «гора»    | см. статью Словацкая фонология |
| украинский      | украинский                | голос      | [ˈɦɔlos]            | «голос»   | см. статью Украинская фонология |
| чешский         | чешский                   | hlava      | [ˈɦlava]            | «голова»  | см. статью Чешская фонология |
| южнорусинский   | южнорусинский             | гвозд      | [ɦvɔst]             | «гвоздь»  | под влиянием сербского языка в речи молодого поколения меняется на [x]; cм. статью Фонетика и фонология южнорусинского языка                                                                    |